# Olympische Sommerspiele 2020/Teilnehmer (Irak)
| Gelbes Symbol für Goldmedaillen mit stilisierten Olympischen Ringen | Graues Symbol für Silbermedaillen mit stilisierten Olympischen Ringen | Braundes Symbol für Bronzemedaillen mit stilisierten Olympischen Ringen |
| ------------------------------------------------------------------- | --------------------------------------------------------------------- | ----------------------------------------------------------------------- |
| —                                                                   | —                                                                     | —                                                                       |

Der Irak nahm an den Olympischen Spielen 2020 in Tokio mit drei Sportlern in drei Sportarten teil. Es war die insgesamt 15. Teilnahme an Olympischen Sommerspielen.

## Teilnehmer nach Sportarten

### Leichtathletik
Laufen und Gehen 
| Athleten            | Wettbewerb | Runde 1 | Runde 1 | Halbfinale    | Halbfinale    | Finale        | Finale        | Rang |
| Athleten            | Wettbewerb | Zeit    | Rang    | Zeit          | Rang          | Zeit          | Rang          | Rang |
| ------------------- | ---------- | ------- | ------- | ------------- | ------------- | ------------- | ------------- | ---- |
| Männer              |            |         |         |               |               |               |               |      |
| Taha Hussein Yaseen | 400 m      | 46,00 s | 30      | ausgeschieden | ausgeschieden | ausgeschieden | ausgeschieden | 30   |

### Rudern
| Athleten                  | Wettbewerb | Vorlauf     | Vorlauf | Vorlauf       | Hoffnungslauf | Hoffnungslauf | Hoffnungslauf | Viertelfinale | Viertelfinale | Viertelfinale  | Halbfinale  | Halbfinale | Halbfinale    | Finale      | Finale | Rang |
| Athleten                  | Wettbewerb | Zeit        | Platz   | Qualifikation | Zeit          | Platz         | Qualifikation | Zeit          | Platz         | Qualifikation  | Zeit        | Platz      | Qualifikation | Zeit        | Platz  | Rang |
| ------------------------- | ---------- | ----------- | ------- | ------------- | ------------- | ------------- | ------------- | ------------- | ------------- | -------------- | ----------- | ---------- | ------------- | ----------- | ------ | ---- |
| Männer                    |            |             |         |               |               |               |               |               |               |                |             |            |               |             |        |      |
| Mohammed Jasim Al-Khafaji | Einer      | 8:57,01 min | 6       | Hoffnungslauf | 7:41,72 min   | 2             | Viertelfinale | 8:03,55 min   | 6             | Halbfinale C/D | 7:21,52 min | 4          | Finale D      | 7:18,65 min | 4      | 22   |

### Schießen
| Athleten         | Wettbewerb       | Qualifikation   | Qualifikation | Finale          | Finale        | Rang |
| Athleten         | Wettbewerb       | Ringe/ Scheiben | Rang          | Ringe/ Scheiben | Rang          | Rang |
| ---------------- | ---------------- | --------------- | ------------- | --------------- | ------------- | ---- |
| Frauen           |                  |                 |               |                 |               |      |
| Fatimah Al-Kaabi | 10 m Luftpistole | 556             | 51            | ausgeschieden   | ausgeschieden | 51   |